# Strada nazionale 104
La strada nazionale 104 era una strada nazionale del Regno d'Italia, che congiungeva Capo d'Orlando a Fiumefreddo di Sicilia.
Venne istituita nel 1923 con il percorso "Capo d’Orlando - Randazzo - Passo Pisciaro - innesto con la periferica n. 103 presso Fiume Freddo".
Nel 1928, in seguito all'istituzione dell'Azienda Autonoma Statale della Strada (AASS) e alla contemporanea ridefinizione della rete stradale nazionale, il suo tracciato costituì per intero la strada statale 116 Randazzo-Capo d'Orlando (da Capo d'Orlando a Randazzo) e il tratto terminale della strada statale 120 dell'Etna e delle Madonie (da Randazzo a Fiumefreddo di Sicilia).